# Modernismus (teologie)

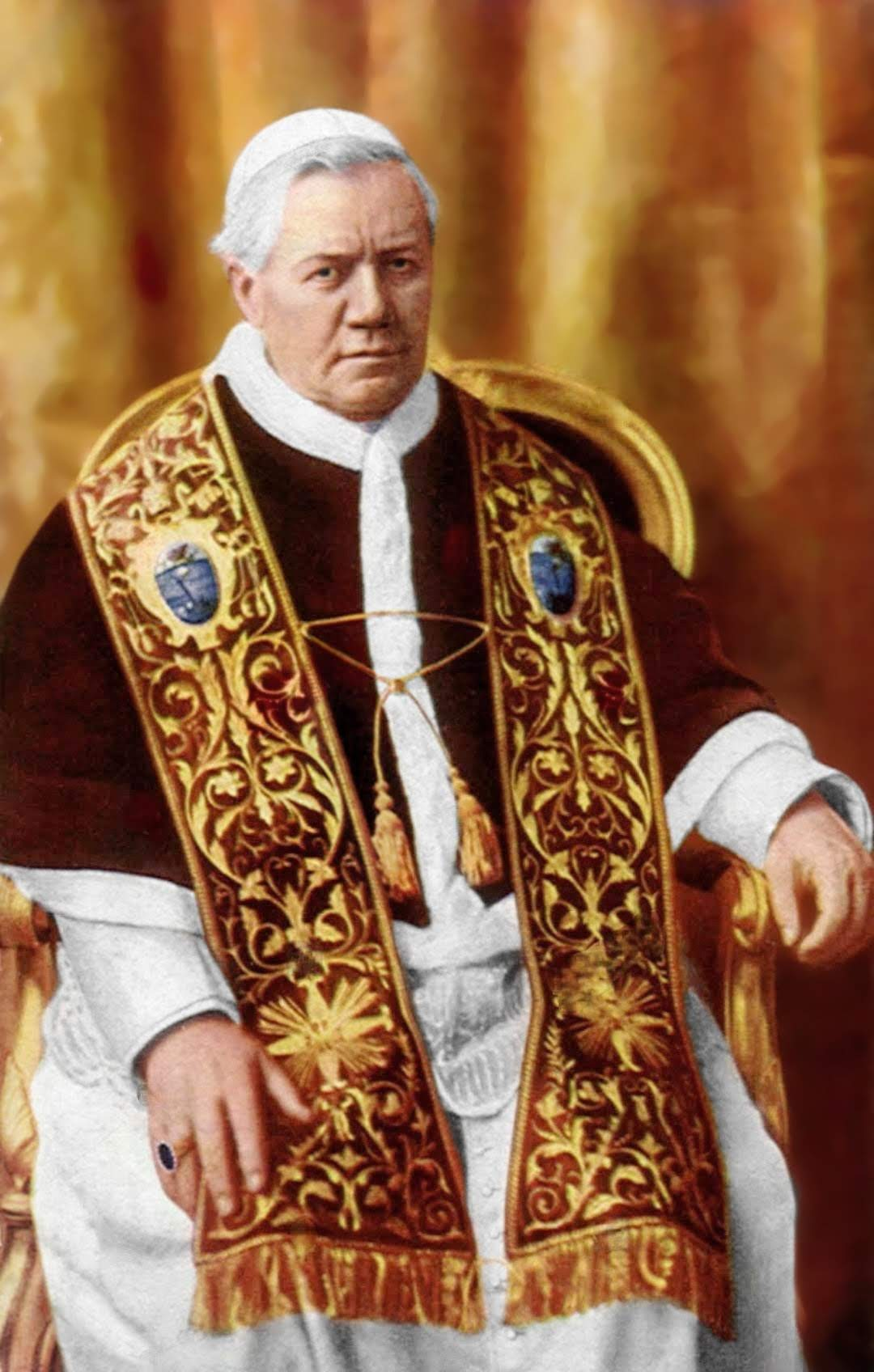
Papež Piux X. vystupoval proti herezím modernismu

Modernismus je v teologii myšlenkový proud přelomu 19. a 20. století, který se pokusil spojit historické křesťanství s moderní vědou a filosofií.
Pojem modernismus byl nejprve použit v protestantství, avšak jeho zásady byly přijímány též teology jiných církví. Reakcí byl uvnitř protestantských církví křesťanský fundamentalismus a evangelikalismus. Modernismus však zasáhl také reformní židovství, především v USA. Nejdůležitějšího rozšíření se však modernismus dočkal v katolické církvi, kde též došlo k tzv. modernistické krizi.
Modernismus přišel s aplikací historicko-kritické metody v biblické exegezi a dějinách dogmatu. Dogmatické pravdy nejsou podle modernistů věčné, nýbrž dobově podmíněné.

## Někteří modernisté

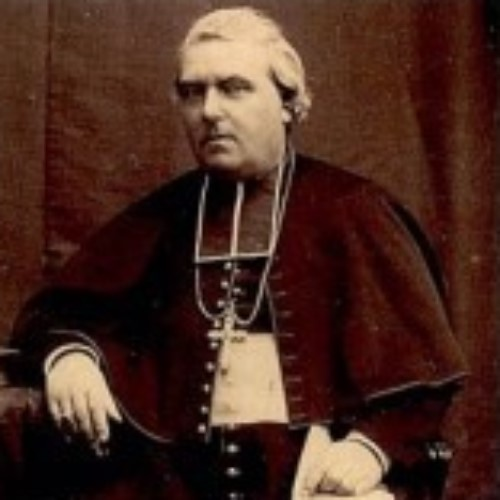
Biskup Eudoxe Irénée Mignot, arcibiskup albijský, představitel katolického modernismu

1. Alfred Loisy
2. George Tyrrell
3. Édouard Le Roy
4. Friedrich von Hügel
5. Ernesto Buonaiuti
6. Giovanni Semeria
7. Antonio Fogazzaro
8. Tomáš Garrigue Masaryk

## Modernistická krize
Papež Pius X. (1903–1914) reagoval na modernismus tím, že jej odsoudil jako herezi v encyklice Pascendi Dominici gregis (1907) a dekretu Lamentabili sane exitu. Kněz Umberto Benigni navíc zorganizoval skupinu katolických intelektuálů Sodalitium Pianum (Piánské bratrstvo) – integristů – která bojovala proti modernistům.
Část současných teologů definuje modernismus vlastně pozitivně jako seznam herezí uvedených v encyklice Pascendi Dominici gregis a dekretu Lamentabili sane exitu. Tento seznam zahrnuje názorové proudy od protestantských herezí, ateismu, agnosticismu až po zastánce historické metody exegeze.